# Amphichondrius granulatus
Amphichondrius granulatus är en ormstjärneart som först beskrevs av Christian Frederik Lütken och Ole Theodor Jensen Mortensen 1899.  Amphichondrius granulatus ingår i släktet Amphichondrius och familjen trådormstjärnor. Inga underarter finns listade i Catalogue of Life.